# Тафоценоз
Тафоценоз (від грец. Táphos — могила, поховання і грец. koinós — спільний) — скупчення органічних решток (тварин і рослин), похованих в осадах, які ще мало змінені процесами мінералізації.
Слід відрізняти від ориктоценоза (від грец. Orykios — виритий в землі) — сукупності скам'янілих решток викопних організмів в одному місцезнаходженні, і танатоценоза (від грец. Thanatos — смерть) — скупчення решток загиблих організмів, які жили і загинули на місці їх знаходження або перенесених течіями, вітром і т. д.
Значні танатоценози виявлено в районах Пікермі (англ.  Pikermi) (Греція), Сівалік (англ.  Siwalik) (Індія), Олдуей (Східна Африка). Термін належить Е. Васмунду (1926).